# Fablok/ZNTK Poznań WLs40/WLs50

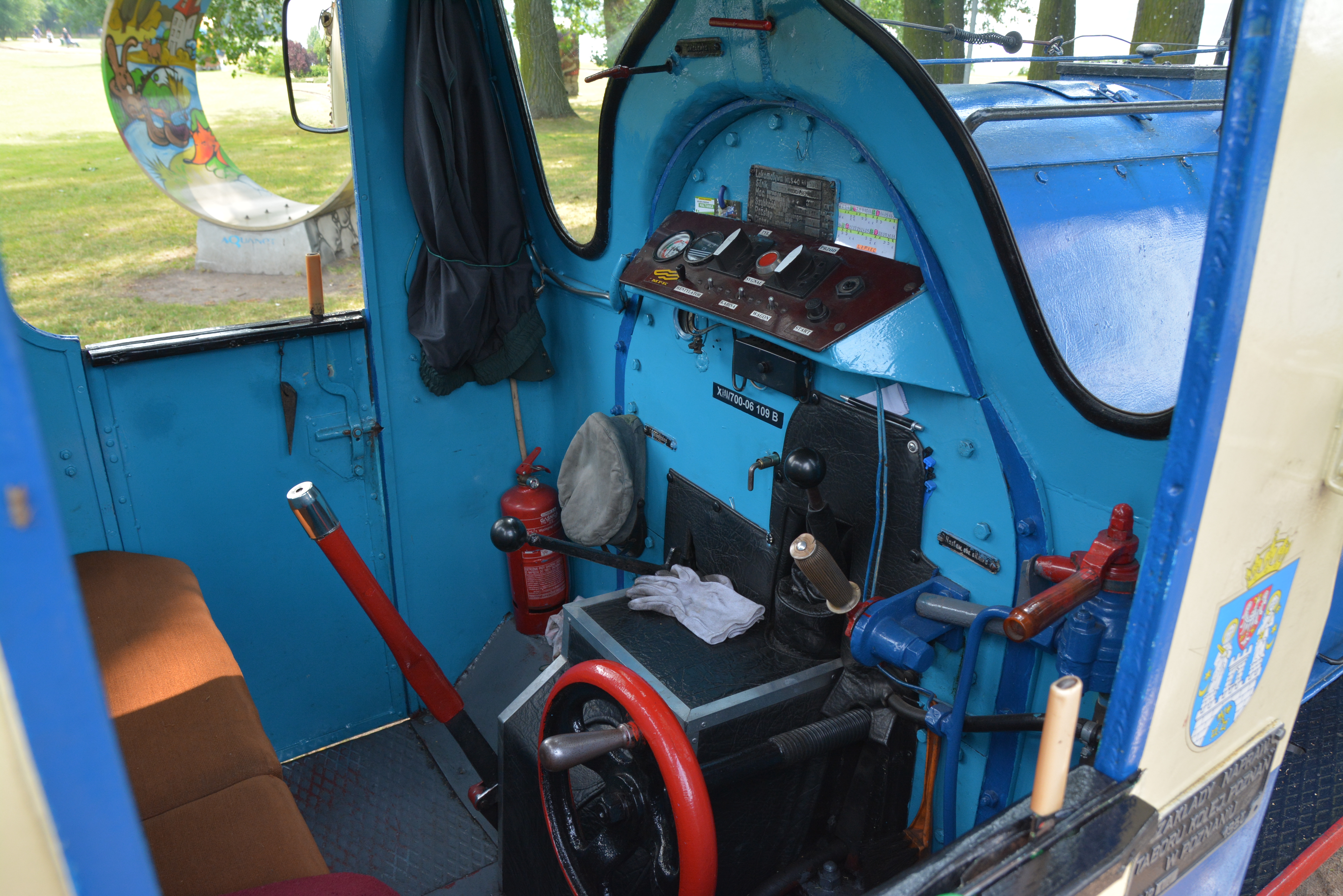
Wnętrze kabiny maszynisty WLs40-100 (Poznań, Maltanka)

WLs40 i WLs50 (oznaczenie na PKP Ld1) – polskie wąskotorowe lokomotywy spalinowe na tor szerokości 600 mm (lub zbliżonej), przeznaczone dla górnictwa, przemysłu i budownictwa, produkowane od lat 50. do lat 70. XX wieku, w większości przez  Zakłady Naprawcze Taboru Kolejowego w Poznaniu.

## Historia
Lokomotywa WLs40 została opracowana przez Biuro Techniczne Fabryki Lokomotyw (Fablok) w Chrzanowie w 1950 roku, na bazie dokumentacji produkowanej tam przed wojną na licencji niemieckiej firmy Deutz lokomotywy kopalnianej 1DK. W 1932 roku powstały dwie lokomotywy typu 1DK, na tor szerokości 580 mm, które dla celów użycia w kopalniach charakteryzowały się niską budką maszynisty, nie wystającą ponad przedział silnikowy, oraz małym przekrojem poprzecznym (wysokość 160 cm i szerokość 78 cm). Lokomotywa WLs40, zachowując układ napędu i rozstaw osi poprzedniczki, oraz podobny zwężający się ku górze profil przedziału silnikowego, miała konwencjonalną wysoką i szerszą budkę z tyłu, a przedział silnikowy był też nieco wyższy (175 cm). Lokomotywa była przeznaczona na tor szerokości 600 mm lub zbliżonej. Oznaczenie fabryczne WLs40 oznaczało „Wąskotorowa Lokomotywa spalinowa” o mocy 40 KM.
Napęd stanowił polski czterocylindrowy silnik wysokoprężny S-64L o mocy nominalnej 40 KM (moc maksymalna wynosiła 44 KM), produkowany przez Wytwórnię Silników Wysokoprężnych w Andrychowie. Silnik połączony był z czterobiegową skrzynią mechaniczną L8, stanowiącą rozwinięcie licencyjnej przekładni Deutz. Napęd na koła tylnej osi był przenoszony za pomocą ślepego wału z korbami Halla i korbowodów, a na przednią oś za pomocą wiązarów. Za skrzynią biegów była przekładnia rewersowa, umożliwiająca jazdę wstecz. Zestawy kołowe były osadzone w łożyskach ślizgowych. Silnik można było uruchamiać rozrusznikiem elektrycznym lub korbą.
Prototyp i być może pierwsze kilkadziesiąt lokomotyw zostały zbudowane w 1951 roku w Warszawskich Zakładach Budowy Urządzeń Przemysłowych. Władze centralnie planowanego przemysłu następnie podjęły decyzję o przeniesieniu seryjnej produkcji do Zakładów Naprawczych Taboru Kolejowego w Poznaniu (ZNTK Poznań), gdzie w latach 1952–1971 zbudowano 883 egzemplarze, od numeru fabrycznego 100.
Od 1958 do 1975 roku produkowano ulepszoną wersję z ekonomiczniejszym i mocniejszym silnikiem S324HL o mocy 50 KM, oznaczoną WLs50. Zbudowano 1090 lokomotyw WLs50. Należy jednak zaznaczyć, że z powodu braku zachowania części dokumentów fabrycznych, informacje o produkcji tych lokomotyw są niepewne, zwłaszcza, że obie wersje różniły się tylko silnikiem. Niepewność zwiększa to, że lokomotywy były oznaczane w sposób niespójny na tabliczkach znamionowych – egzemplarze z silnikiem 50 KM bywały oznaczane jako WLs40, a lokomotywy 2WLs bywały oznaczane jako WLs i na odwrót.
Powiększoną wersją pochodną o takich samych podzespołach mechanicznych były lokomotywy 2WLs40 i 2WLs50 na tor szerokości 750–785 mm, produkowane od 1954 roku. Produkowano je również w ZNTK Poznań, równolegle z wersją na tor 600 mm, gdzie zbudowano 47 egzemplarzy 2WLs40 i 153 egzemplarze 2WLs50. Podstawowym modelem była lokomotywa na tor szerokości 750 mm, lecz budowano je także na tor szerokości 785 mm zależnie od zamówień. Pokrewną konstrukcją była również lokomotywa normalnotorowa Ls40.

## Modernizacje

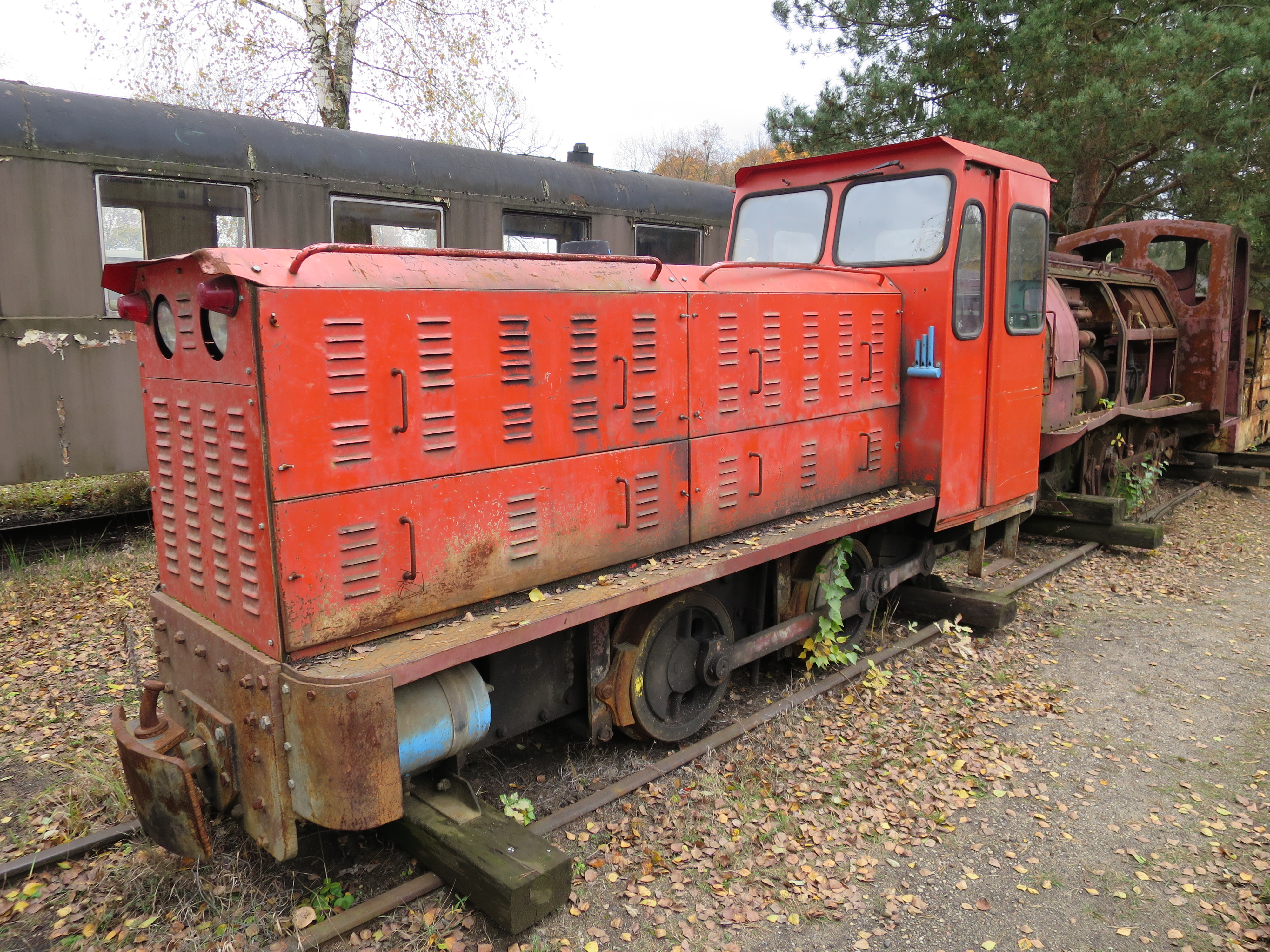
Zmodernizowana WLs50M3

Podczas długiej produkcji wprowadzano drobne zmiany i ulepszenia. Indywidualne lokomotywy były również modernizowane w różny sposób przez użytkowników.
W 1990 roku wykonujący naprawy tych lokomotyw Zakład Naprawy Taboru Samochodowego i Sprzętu w Brzesku wdrożył dwa warianty seryjnej modernizacji lokomotyw Wls40/50. Odróżniają się one z zewnątrz wymianą całości oblachowania na nowe, kanciaste, z zamkniętą budką maszynisty i dwoma wpuszczonymi w blachy nadwozia reflektorami dla każdego kierunku jazdy, z czerwonymi sygnałami końca pociągu. W wersji M1 silnik mógł być wymieniony na nowocześniejszy SW-266/L1 o mocy 50 KM. W zależności od potrzeb montowano także układ hamulca pneumatycznego. Według niektórych autorów jednak, w wersji M1 silnik pozostawał oryginalny, natomiast był on wymieniany na SW-266 w wersji M2. W wersji M3 dodatkowo mechaniczną skrzynię biegów i sprzęgło cierne zastąpiono przez zmiennik momentu PH1-330.1 i zastosowano hamulec pneumatyczny. Zmodernizowano jednak począwszy od 1990 roku tylko nieliczne lokomotywy tej serii, z uwagi na koszty. Między innymi do wersji M1, z pozostawieniem silnika, lecz dodanym hamulcem pneumatycznym, zmodernizowano 10 lokomotyw Huty Miedzi „Głogów I”.

## Eksploatacja

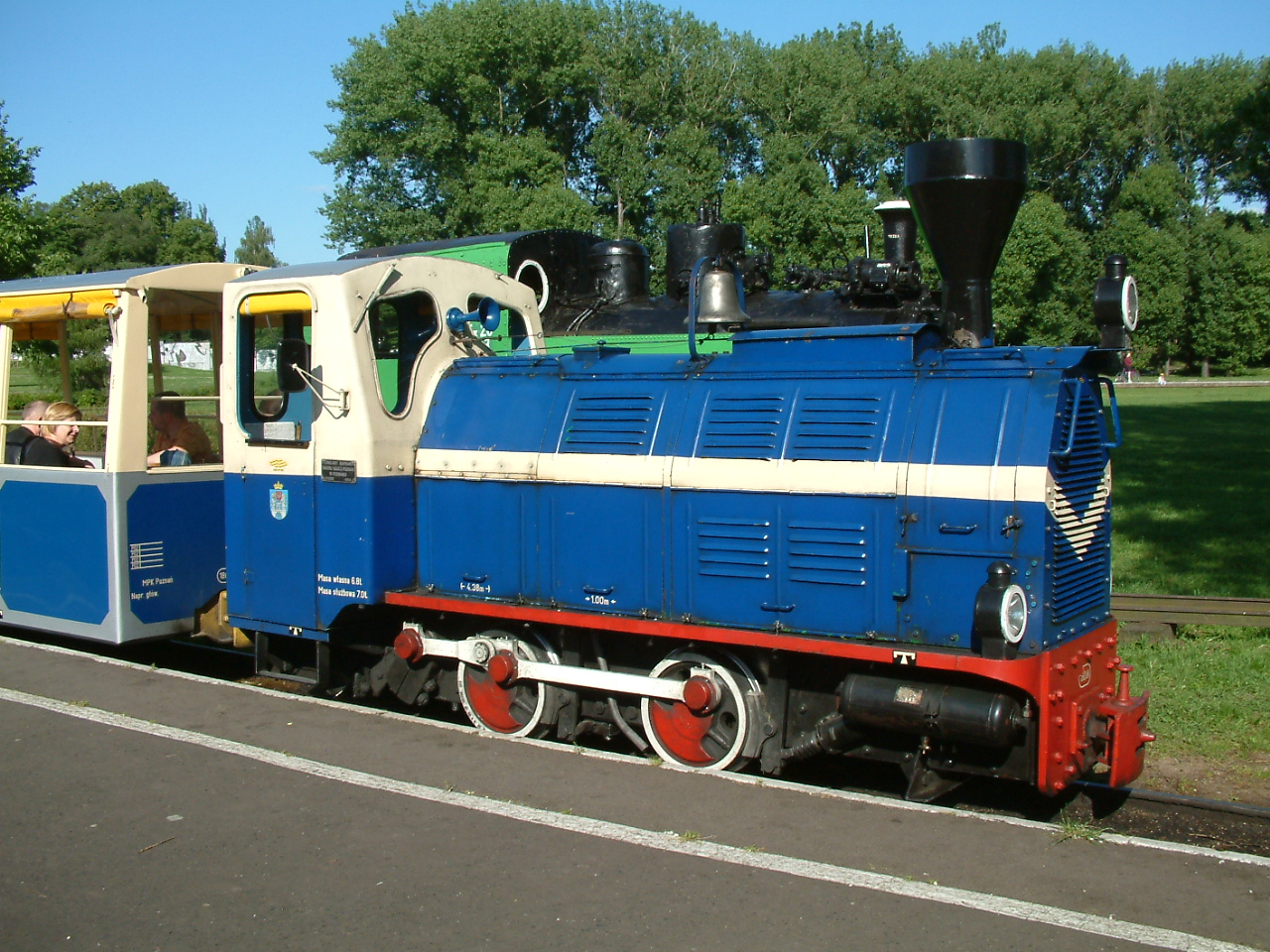
WLs40-100 na Kolejce Parkowej Maltanka (lokomotywa ma dorobiony ozdobny komin)

Lokomotywy WLs40/50 używane były głównie na kolejach przemysłowych, w cegielniach, kopalniach (do transportu powierzchniowego), kamieniołomach, cukrowniach i innych zakładach, rzadziej na kolejach leśnych. Nieliczne (10 WLs40 i 10 WLs50) używane były do pracy gospodarczej przez PKP, gdzie otrzymały numery w serii Ld1, oznaczającej według nazewnictwa PKP dwuosiowe lokomotywy z silnikiem Diesla i przekładnią mechaniczną. Niewielka liczba używana była przez Wojsko Polskie. Cena lokomotywy 2WLs50 w 1965 roku wynosiła 209 tysięcy zł.
Budowano także nieliczne lokomotywy na zamówienie na inne szerokości toru, jak 520 mm (KWK Gottwald), 550 mm (KWK Silesia), 630 mm (Huta Jedność), 640 mm (KWK Rydułtowy), 700 mm (KWK Sosnowiec).
Oprócz użycia w Polsce, na eksport zbudowano 12 WLs40 dla Korei Północnej (w latach 1954–57), dwie WLs50 dla nieustalonego kraju socjalistycznego (1971) i trzy dla Egiptu (1971).
Naprawami lokomotyw zajmował się producent ZNTK w Poznaniu, następnie także ZNTK w Nowym Sączu, a od 1980 roku Zakład Naprawy Taboru Samochodowego i Sprzętu w Brzesku. 